# توماس إف. هاميلتون
توماس إف. هاميلتون (بالإنجليزية: Thomas F. Hamilton)‏ هو شخصية أعمال أمريكي، ولد في 28 يوليو 1894 في سياتل في الولايات المتحدة، وتوفي في 12 أغسطس 1969 في Good Samaritan Hospital (Los Angeles) ‏ في الولايات المتحدة.